# Daniel Miret
Daniel Miret García (Badalona, 25 de junio de 1985) es un entrenador español de baloncesto que actualmente ejerce como primer entrenador del Club Joventut Badalona de la Liga ACB y es seleccionador de las categorías inferiores de la Selección de baloncesto de España.

## Trayectoria
Miret empezó su formación en el CFGS de Animación de actividades físicas y deportivas, a las órdenes del gran Miguel Clemente. Posteriormente llegó a las categorías inferiores del Club Joventut Badalona en 2007, donde pasó por los equipos Mini, Infantil, Cadete y Junior. En la temporada 2017/18 dirigió al equipo junior con el que se proclamó campeón del prestigioso torneo de Hospitalet, campeón de Cataluña y subcampeón de España.
En verano de 2018, Miret se convierte también en seleccionador de la selección española U15 masculina.
En julio de 2018, tras el acuerdo de vinculación del Club Joventut Badalona con el Club Bàsquet Prat, se conoce que Dani Miret, es el elegido para entrenar a CB Prat, para comandar así el proyecto 18/19 de los catalanes en la Liga LEB Oro. Dani fue el entrenador principal del Club Bàsquet Prat de la  Liga LEB Plata entre el 2018 y el 2021, siendo sustituido por Josep Maria Berrocal.
En la temporada 2020-21, se convierte en entrenador ayudante del Club Joventut Badalona de la Liga ACB.

### Selección nacional
Dani sería uno de los entrenadores habituales en las selecciones de formación, en 2019 pasó de ser ayudante a entrenador principal y en ese mismo año logró la medalla de oro en el Festival Olímpico y el 18 de agosto de 2019 se proclama campeón de Europa con la Selección de baloncesto de España Sub-16 al vencer a Francia por 70 a 61 en Udine (Italia).
El 7 de agosto de 2022, lograría el Europeo Sub-18 con la Selección de baloncesto de España, al vencer a Turquía en la final por 61 a 68.